# Assemblée électorale de Paris
Pour les articles homonymes, voir Assemblée électorale.
L’Assemblée électorale de Paris est une instance du département de Paris pendant la Révolution française qui fonctionna de 1790 à 1792.

## L’Assemblée électorale de Paris
La loi fixant l’organisation judiciaire de la France a été votée le 16 août 1790 par l'Assemblée nationale constituante. Elle prévoit, pour l’élection des juges, un système électoral à plusieurs étages.
L’application de ces décisions dans le département de Paris (futur département de la Seine) provoqua la création de plusieurs instances. 
Des assemblées primaires sont constituées dans chacune des 48 sections de la ville de Paris et dans les 16 cantons regroupant des communes de banlieue. Elles élisent les juges de paix et les électeurs de l’assemblée secondaire. 
L’Assemblée électorale de Paris est l’assemblée secondaire dans le département. Ses membres sont élus à raison d’un électeur par tranche de cent citoyens actifs. Elle désigne l’ensemble des fonctionnaires soumis à élection, notamment les juges, le procureur, l’évêque, les curés, les députés et les administrateurs du département.

## Trois assemblées entre 1790 et 1793

### L’assemblée de 1790
Les assemblées primaires pour l’élection de la première Assemblée électorale de Paris sont convoquées le 30 septembre 1790 par le procureur de la Commune de Paris. Elle a lieu le 11 octobre. 
Les assemblées primaires se composaient des citoyens actifs. Pour être citoyen actif, il fallait jouir de la qualité de Français, avoir vingt-cinq ans, être domicilié depuis un an dans la commune, payer une contribution directe de la valeur locale de trois journées de travail, ne pas être serviteurs à gages, ni banqueroutier, ni failli, ni débiteur insolvable, avoir fait la contribution patriotique et avoir prêté le serment civique. À Paris, la journée de travail fut évaluée à une livre, un citoyen actif devait donc acquitter un impôt direct de trois livres au moins.
Il y avait 78 090 citoyens actifs dans les 48 sections de Paris, et 13 000 environ dans les 16 cantons, soit 91 000 citoyens qui purent désigner 913 électeurs, soit un par tranche de cent citoyens actifs. Le nombre de votants est souvent faible : 75 pour 1 713 électeurs dans la section de l’Observatoire. Il est plus élevé dans les cantons : 548 pour 860 dans le canton de Vincennes.
Les élections se font au scrutin de liste double. Chaque électeur écrit sur le même bulletin un nombre de noms double de celui des nominations à faire. Ce mode de scrutin rendit les opérations longues et le dépouillement difficile. Il souleva des critiques dans la presse.
L'assemblée départementale siégea dans la salle de l’Évêché de Paris et tint trois sessions. Du 18 novembre 1790 au 16 février 1791, elle élit 30 juges, 24 juges suppléants, 36 administrateurs et le procureur général syndic. Du 13 au 17 mars 1791, elle désigne l'évêque de Paris. Du 8 au 15 juin 1791, elle élit le président du tribunal criminel et l'accusateur public ainsi que leurs suppléants et des juges devant remplir les vacances survenues dans les tribunaux.
Parmi les 781 électeurs choisis à Paris les professions les plus répandues étaient les négociants et marchands (353) ainsi que les professions juridiques (239 électeurs dont 145 avocats ou hommes de loi, 29 notaires, 13 magistrats, 12 commissaires, 29 procureurs, 11 huissiers). Loin derrière venaient les professions de santé (27 médecins ou chirurgiens, 13 apothicaires), les ecclésiastiques (21), les métiers de la culture (18 libraires ou imprimeurs, 4 journalistes, 2 acteurs, 1 auteur dramatique), 19 architectes, 14 savants ou professeurs et 4 instituteurs. Dans les cantons des deux arrondissements de Bourg-la-Reine et Saint Denis, les électeurs sélectionnés étaient principalement des négociants, des marchands ou des laboureurs.

### L’assemblée de 1791
L’élection de la deuxième Assemblée électorale de Paris est convoquée le 7 juin 1791 par le procureur de la Commune de Paris. Elle a lieu le 16 juin. Le régime électoral de 1790 reste en vigueur. La participation fut fréquemment très peu élevée : on comptait ainsi 46 votants pour 1 300 électeurs dans la section de Popincourt. 
967 électeurs sont désignés, toujours dans la proportion d’un par tranche de cent citoyens actifs, dont 829 pour Paris et 138 pour les cantons regroupant les autres communes du département. Parmi eux, 431 avaient appartenu à l’assemblée de 1790 (44,6 %), contre 533 nouvellement élus. L’assemblée siégea dans la salle de l’Évêché de Paris.
L’assemblée fut marquée par une division croissante en son sein, avec deux partis constitués, le Club de l’Évêché et le Club de la Sainte Chapelle, qui rivalisent en soutenant des candidats différents aux postes à pourvoir, notamment pour l’élection des députés.
L’assemblée élue en 1791 tint sa dernière séance le 12 août 1792.

### L’assemblée de 1792
L’élection de la troisième Assemblée électorale de Paris a lieu le 26 août 1792 ; cependant, dans certaines sections ou cantons, elle est plus tardive, jusqu’au 6 septembre dans les sections du Temple et de Popincourt. Le système électoral a été modifié avec la disparition de la notion de citoyen actif et l’abaissement de l’âge minimal à vingt-et-un an lieu de vingt-cinq. Peuvent voter tous les citoyens domiciliés depuis un an dans la commune, vivant des revenus de leur travail et n’étant pas en état de domesticité.
990 électeurs sont désignés, dont 850 pour Paris et 140 pour les cantons regroupant les autres communes du département. Le nombre d’électeurs désignés reste proportionnel aux électeurs actifs de la section ou du canton (un pour cent), bien que la distinction entre électeurs actifs et passifs ait été supprimée. Parmi les élus, le taux de renouvellement est très élevé, puisque seuls 158 appartenaient déjà à l’assemblée de 1791 (16 %), dont 62 avaient également été élus en 1790 (6,2 %).
L’assemblée siégea dans la salle des Jacobins, afin de pouvoir accueillir le public. En novembre 1792, elle siégea dans l'église de Bourg-de-l'Égalité (Bourg-la-Reine). Le 2 septembre, elle décida d’exclure « ceux de ses membres qui auraient assisté à quelque club anticivique, tels que le club monarchique, le club de la Sainte-Chapelle, celui des Feuillants et leurs affiliés, ou qui auraient signé la pétition des 29 000. » L’organisation de clubs à l’intérieur de l’assemblée fut interdite le 4 septembre.
L’assemblée débat de manière souvent polémique de l’élection comme députés de Paris de Robespierre, Danton, Pétion, Camille Desmoulins, Brissot, Marat, Philippe Égalité, etc. 
L’ambiance de l’assemblée est dénoncée par Louvet dans un discours le 29 octobre, où il rapporte les menaces que proférèrent contre lui les « gardes du corps » de Robespierre : « Ainsi l'on était libre dans cette assemblée où, sous les poignards, on votait à haute voix! »
L’assemblée élue en 1792 tint sa dernière séance en nivôse an II (décembre 1793 – janvier 1794) .

## Les clubs électoraux
Les membres de l’assemblée électorale de Paris élus en 1790 se sont réunis au sein du Club de l’Évêché. Après les élections municipales de mars 1791, l’assemblée se divise en deux factions : les membres radicaux restent dans le Club de l’Évêché tandis que les électeurs modérés rejoignent le Club de la Sainte Chapelle. Le seul fait d'avoir appartenu au Club de la Sainte Chapelle devint un motif d'exclusion de l'assemblée électorale de 1792. 

## Les présidents de l’Assemblée électorale de Paris
- Armand-Guy de Coetnempren, amiral et comte de Kersaint (1742-1793) élu le 20 novembre 1790 en obtenant 347 voix[8].
- Emmanuel Pastoret (1755-1840), marquis, avocat, élu le 21 décembre 1790[8].
- Joseph-Antoine Cerutti (1738-1792), homme de lettres, journaliste et membre de l’Assemblée législative, élu le 21 janvier 1791[3].
- Bernard Germain de Lacépède, (1756-1825), comte, zoologiste, élu le 27 août 1791[5].
- Jacques Delavigne (1743-1824), avocat, député de Paris, élu le 23 octobre 1791 puis à nouveau le 6 novembre 1791[5]. Voir également Liste des députés des États généraux de 1789, par ordre, bailliage et sénéchaussée.
- Pierre Dubois, horloger, âgé de 58 ans, élu le 15 février 1792[5].
- Bon-Claude Cahier de Gerville (1751-1796), ministre de l’intérieur, élu le 26 avril 1792[5].
- Jean-Marie Collot d'Herbois (1749-1796), comédien, auteur dramatique, directeur de théâtre et député de Paris, élu le 4 septembre 1792[6].
- Jean Rousseau (1738-1813), professeur de philosophie et de mathématiques, élu le 28 novembre 1792[6].
- Jean-François Roze, joaillier, électeur de la section du Ponceau, élu président le 5 juin 1793[6].

## Sources
Les principaux travaux sur l’Assemblée électorale de Paris ont été réalisés par Étienne Charavay (1848-1899), historien et archiviste paléographe, membre de l’École nationale des chartes, avec le concours du conseil municipal de Paris. Après sa mort, la publication du troisième et dernier tome des Procès-verbaux de l’Assemblée électorale de Paris fut achevée par Paul Mautouchet, docteur ès lettres.
- Étienne Charavay : Assemblée électorale de Paris, Procès-verbaux : volume 1 (18 novembre 1790 — 15 juin 1791), Quantin, Paris, 1890
- Étienne Charavay : Assemblée électorale de Paris, Procès-verbaux : volume 2 (26 août 1791 – 12 août 1792), Cerf, Quantin, Charles Noblet, Paris, 1894
- Étienne Charavay : Assemblée électorale de Paris, Procès-verbaux : volume 3 (2 septembre 1792 – 17 frimaire an II), Cerf, Quantin, Charles Noblet, Paris, 1905